# Carl Verheijen

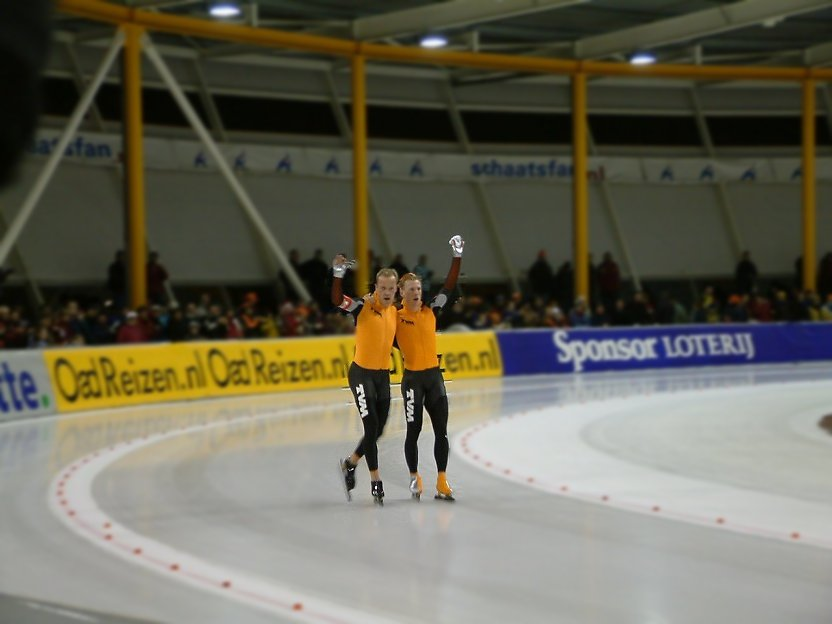
Verheijen met Uytdehaage na het NK Allround 2004

Carl Eduard Verheijen (Den Haag, 26 mei 1975) is een Nederlandse oud-langebaanschaatser. Hij was gespecialiseerd in de 5 en 10 kilometer.

## Biografie
Verheijen begon met schaatsen op zijn 16e bij schaatsvereniging Woudenberg, waar hij vervolgens na een jaar overstapte naar schaatsvereniging Eemland. Zijn eerste internationale succes behaalde hij bij de Winter Universiade van 1997 in Muju-Chonju, waar hij goud won op de 5 en 10 kilometer.
Verheijen is een zoon van oud-schaatsers Eddy Verheijen en Rieneke Demming en is getrouwd met oud-schaatsster Andrea Nuyt. Ze hebben drie dochters. Frank Verheijen, de broer van Carl, schaatst marathons.

### Seizoen 2005-2006
Op 19 november 2005 reed Verheijen de wereldbekerwedstrijd 5000 meter in Salt Lake City tegen ploeggenoot Sven Kramer die hij ronden lang voorbleef. Verheijen reed op het schema wereldrecord toen Kramer de laatste twee rondes versnelde en met 6.08,78 twee tienden eerder over de streep kwam.
Op 4 december 2005 scherpte Verheijen het wereldrecord op de 10.000 meter aan bij World Cup wedstrijden in Heerenveen. In de rit voor hem had de Amerikaan Chad Hedrick reeds het bijna vier jaar oude record van Jochem Uytdehaage (12.58,92) verbeterd met 0,67 seconden, maar deze tijd bleef niet lang 's werelds beste: Verheijen eindigde zijn race een kwartier later na 12.57,92. Een aantal weken later, op oudjaarsdag, verloor Verheijen dit record weer aan Hedrick die met 12.55,11 tijdens de Amerikaanse afstandskampioenschappen het wereldrecord op de 10.000 meter aanscherpte.
Op 27 december 2005 won Verheijen tijdens het Nederlands kampioenschap afstanden in Heerenveen de 5000 meter in een nieuw baanrecord van 6.17,58. Hiermee werd hij niet alleen Nederlands kampioen maar wist hij zich op deze afstand ook te verzekeren voor de Olympische Winterspelen 2006. Op de 10.000 meter reed Verheijen lange tijd onder zijn eigen wereldrecord, maar moest hij uiteindelijk genoegen nemen met een winnende tijd van 13.00,27. Met deze resultaten plaatste Verheijen zich op deze afstanden voor de Olympische Winterspelen.

#### Olympische Winterspelen 2006
Tijdens de Olympische Spelen in Turijn kwam Verheijen op de eerste dag van het schaatstoernooi uit op de vijf kilometer tegen Sven Kramer. Kramer nam het initiatief en Verheijen eindigt uiteindelijk ruim twee seconden achter Kramer in 6.18,25. Lang leek deze tijd voldoende voor het brons, in de laatste ronde van de laatste rit stootte de Italiaan Enrico Fabris Verheijen alsnog van het podium, het verschil was uiteindelijk minder dan 0,6 seconde.
Bij het nieuwe onderdeel, de ploegenachtervolging, reed Verheijen als enige van de Nederlanders in alle vier de wedstrijden. In de halve finale tegen Italië ging zijn teammaat Kramer ongelukkig onderuit in een bocht en nam Verheijen mee in zijn val. Uiteindelijk wist het Nederlandse team in de kleine finale toch nog het brons veilig te stellen.
Op de 10.000 meter, de laatste schaatsafstand voor de heren tijdens dit olympische toernooi, kwam Verheijen in de laatste rit uit tegen de topfavoriet Chad Hedrick. Toen zij aan hun race begonnen had Bob de Jong de snelste tijd neergezet met 13.01,57. Verheijen liet het initiatief aan Hedrick, die zeer snel startte, na driehonderd meter kruiste Hedrick al voor Verheijen langs. Lang lag Verheijen een aantal seconden achter op Hedrick die zijn snelle start niet vol kon houden, langzaam kwam Verheijen dichterbij. Hedrick zag het gevaar op tijd en wist een versnelling te plaatsen die Verheijen niet meer kon beantwoorden. Hedrick werd uiteindelijk tweede en Verheijen eindigde uiteindelijk met een tijd van 13.08,80 op de derde plaats.

### Seizoen 2006-2007
Bij de opening van het schaatsseizoen in Assen, tijdens de NK Afstanden, werd Verheijen tweede op de 5 en 10 kilometer, beide keren achter teamgenoot Sven Kramer. Op de 1500 meter werd hij 5e.
Op de NK Allround in Thialf legde hij (wederom achter Kramer) beslag op de tweede plaats.
Op de EK Allround en het WK Allround haalde hij brons. Het goud was opnieuw beide keren voor Kramer en het zilver ging naar de Italiaanse 1500-meter specialist Enrico Fabris.
De laatste wedstrijden van het seizoen, de WK Afstanden, verliepen goed voor Verheijen. Weliswaar was hij een beetje verkouden en stak Kramer hem opnieuw op zowel de 5 als de 10 kilometer de loef af, op de ploegenachtervolging haalde Verheijen samen met Wennemars en Kramer het goud in een wereldrecord.

### Tegenslagen
De zomermaanden in 2007 waren een tijd van veel trainen en ook veel trainingskampen. Verheijen kwam in deze tijd twee keer onzacht in aanraking met een auto. Tijdens een trainingskamp op Mallorca brak hij daarbij een sleutelbeen.
Op de NK Afstanden in Heerenveen van 26 tot en met 28 oktober 2007 won Verheijen zilver op de 5 kilometer, achter Sven Kramer. Op de 1500 meter eindigde hij op de 13e plaats. Verheijen zegt af voor de afsluitende 10 kilometer. Op 2 december 2007 viel Verheijen in de eerste ronde van de tien kilometer door op een blokje te stappen. Hierbij liep hij een vleeswond aan zijn enkel op en een sleutelbeenblessure. Tijdens de wereldbekerwedstrijden in Hamar op 27 januari viel Verheijen halverwege, wederom door op een blokje te stappen.
Tijdens het Olympisch Kwalificatie Toernooi in december 2009 wist Verheijen zich niet te plaatsen voor de Winterspelen in Vancouver op de 10.000 meter. Ook op de 5000 meter kwam hij tekort, waardoor hij zich op die afstand nog eens moet bewijzen in een zogeheten OKT II. Op die afstand bleek Jan Blokhuijsen ditmaal te sterk, hoewel Verheijen hem een maand eerder met zeven seconden had verslagen.
Op zaterdag 13 maart 2010 beëindigde Verheijen zijn loopbaan, hij deed dat na de wereldbekerwedstrijd om de 5000 meter in Thialf.

## Records

### Persoonlijke records
| Afstand      | Tijd     | Datum            | Baan           |
| ------------ | -------- | ---------------- | -------------- |
| 500 meter    | 36,99    | 24 februari 2007 | Calgary        |
| 1000 meter   | 1.11,92  | 16 december 2006 | Heerenveen     |
| 1500 meter   | 1.45,78  | 24 februari 2007 | Calgary        |
| 3000 meter   | 3.39,52  | 5 november 2005  | Calgary        |
| 5000 meter   | 6.08,98  | 19 november 2005 | Salt Lake City |
| 10.000 meter | 12.55,30 | 11 februari 2007 | Heerenveen     |

### Wereldrecords
| Nr. | Afstand         | Tijd      | Datum            | Baan           |
| --- | --------------- | --------- | ---------------- | -------------- |
| 1.  | Kleine vierkamp | 153,767   | 21 maart 1998    | Calgary        |
| 2.  | Achtervolging   | 3.46,44*  | 21 november 2004 | Berlijn        |
| 3.  | 10.000 meter    | 12.57,92  | 4 december 2005  | Heerenveen     |
| 4.  | Achtervolging   | 3.37,80** | 11 maart 2007    | Salt Lake City |

* samen met Erben Wennemars en Mark Tuitert
** samen met Erben Wennemars en Sven Kramer

#### Wereldrecords laaglandbaan (officieus)
| Nr. | Afstand      | Tijd     | Datum            | Baan       |
| --- | ------------ | -------- | ---------------- | ---------- |
| 1.  | 3000 meter   | 3.47,10  | 16 november 2002 | Erfurt     |
| 2.  | 10.000 meter | 12.57,92 | 4 december 2005  | Heerenveen |

## Resultaten
| Jaar | NK Afstanden                           | NK Allround | EK Allround           | WK Allround | WK Afstanden                          | Olympische Spelen                  | Wereldbeker                        |
| ---- | -------------------------------------- | ----------- | --------------------- | ----------- | ------------------------------------- | ---------------------------------- | ---------------------------------- |
| 1995 | 11e 5000m 10e 10.000m                  |             |                       |             |                                       |                                    |                                    |
| 1996 | 4e 5000m · 10.000m                     | 9e          |                       |             |                                       |                                    |                                    |
| 1997 |                                        | 8e          |                       |             |                                       |                                    | 29e 5/10km                         |
| 1998 | 13e 1500m 4e 5000m 7e 10.000m          | Zilver      |                       |             |                                       |                                    |                                    |
| 1999 | 11e 1500m · 5000m · 10.000m            | Ziek        |                       |             | 11e 10.000m                           |                                    | 11e 5/10km                         |
| 2000 | 5000m · 4e 10.000m                     | 10e         |                       |             | 11e 10.000m                           |                                    | 23e 5/10km                         |
| 2001 | 5e 5000m · 10.000m                     | 5e          |                       |             | 5000m · 10.000m                       |                                    | 5/10km                             |
| 2002 | 4e 5000m                               |             | · (18e, , 4e, )       | 4e          |                                       | 6e 5000m                           | 5/10km                             |
| 2003 | 5000m · 10.000m                        | 5e          |                       |             | 5000m · 10.000m                       |                                    | 45e 1500m · 5/10km                 |
| 2004 | 5e 1500m · 5000m · 10.000m             | Zilver      | · (10e, , )           | Brons       | 5000m · 10.000m                       |                                    | 4e 1500m · 5/10km                  |
| 2005 | 4e 1500m · 5000m                       | Zilver      | · (12e, , )           | 4e          | 5000m · 10.000m · achtervolging       |                                    | 15e 1500m 4e 5/10km                |
| 2006 | 10e 1500m · 5000m · 10.000m            |             | 9e (20e, 9e, 11e, 8e) |             |                                       | 4e 5000m · 10.000m · achtervolging | 5/10km                             |
| 2007 | 12e 1000m · 5e 1500m · 5000m · 10.000m | Zilver      | · (12e, , 9e, )       | Brons       | 5000m · 10.000m · achtervolging       |                                    | 26e 1500m · 5/10km · achtervolging |
| 2008 | 5000m                                  | 7e          |                       | 9e          | 4e 5000m                              |                                    | 7e 5/10km · achtervolging          |
| 2009 | 5000m · 10.000m                        | Brons       | 5e · (19e, 5e, 10e, ) | 11e         | 7e 5000m · 4e 10.000m · achtervolging |                                    | 4e 5/10km 7e achtervolging         |
| 2010 |                                        |             |                       |             |                                       |                                    | 5e 5/10km · achtervolging          |

### Medaillespiegel
| Kampioenschap     | Goud · | Zilver · | Brons · |
| ----------------- | ------ | -------- | ------- |
| NK Afstanden      | 4      | 9        | 4       |
| NK Allround       | 0      | 4        | 1       |
| EK Allround       | 0      | 2        | 2       |
| WK Afstanden      | 5      | 5        | 3       |
| WK Allround       | 0      | 0        | 2       |
| Olympische Spelen | 0      | 0        | 2       |